# Stefani Miglioranzi
Stefani Miglioranzi (Poços de Caldas, 20 settembre 1977) è un ex calciatore brasiliano, di ruolo centrocampista.

## Carriera
Ha giocato nel Portsmouth, nello Swindon Town, nel Columbus Crew e nei Los Angeles Galaxy.